# Bahçelievler (estación)
Bahçelievler (Villas del Jardín, pronunciado bajchelievler) es una estación del Ankaray, componente del metro de la ciudad de Ankara, Turquía que se encuentra en el barrio homónimo, del distrito de Çankaya.